# Mijas
 (octobre 2007).
Si vous disposez d'ouvrages ou d'articles de référence ou si vous connaissez des sites web de qualité traitant du thème abordé ici, merci de compléter l'article en donnant les références utiles à sa vérifiabilité et en les liant à la section « Notes et références ».
Mijas est une ville de la province de Malaga dans la communauté autonome d'Andalousie en Espagne.

## Géographie
La municipalité de Mijas, située en pleine Costa del Sol occidentale, se trouve à seulement 30 km de l’aéroport international et de Malaga dans l'arrière pays de Torremolinos. Mijas est la municipalité la plus étendue de la province de Malaga avec 148 km2, et se divise en trois agglomérations urbanisées : Mijas vieille ville, à flanc de montagne, située à 428 mètres d’altitude, Las Lagunas, sur la côte, est la partie la plus récente, où se situe la zone industrielle et commerciale, ainsi que La Cala, située à 12 km de la côte.
La municipalité est traversée par deux rivières (ríos), Las Pasadas et El Ojén, qui s’unissent pour former le rio Fuengirola. Elle est environnée par les localités de Fuengirola, Benalmádena, Alhaurín de la Torre, Alhaurín el Grande, Marbella, Ojén et Coín. Valtocado est aussi située dans la municipalité de Mijas.

### Climat
Mijas, proche de la mer, possède un climat tempéré avec une moyenne annuelle de 18 °C, sans excès de chaleur en été, avec un ensoleillement de 2920 heures/an, et peu froid en hiver. Les précipitations, concentrées surtout vers les mois de novembre-décembre, sont en dessous de 600 ml/m²/an.[réf. nécessaire]

## Histoire

### Préhistoire et Antiquité
Les signes d'occupation humaine les plus anciens de l'actuel district municipal de Mijas remontent au Paléolithique supérieur et des vestiges de l'âge du bronze ont également été documentés.
À partir de 900, l'arrivée des Phéniciens sur la côte de Malaga impose un grand changement aux communautés locales. Les Phéniciens s’installent à l’embouchure des principaux fleuves du sud de la péninsule, les transformant en voies de communication avec l’intérieur et générant un commerce florissant de ressources minérales et agricoles avec les communautés autochtones.
Dans ces moments, certaines villes autochtones acquièrent une grande importance et, d'autre part, des colonies de peuplement sont créées à proximité des enclaves phéniciennes, afin de contrôler l'accès à l'intérieur. Dans le cas de Mijas, des indices de ces moments se trouvent dans la plaine fertile de la rivière de Fuengirola dans la colonie de Finca Acebedo (âge du fer II) et à quelques kilomètres de l'Arroyo de la Cala, dans la Roza de Aguado, correspondant dans un village de l'âge du fer I, qui suggère une colonie phénicienne à l'embouchure du ruisseau.
La preuve la plus importante de cette époque se trouve à La Muralla de Mijas pueblo, où un sanctuaire phénicien-punique a récemment été localisé, avec la présence de deux plaques oculeuses connues dans la bibliographie archéologique sous le nom « des yeux d'Astarté », diverses terres cuites, la céramique de cette époque et d’autres éléments.
À partir du IIe siècle av. J.-C. l'arrivée des influences de la romanisation a lieu, processus qui culmine dans les premiers siècles de notre ère.
En ce qui concerne les besoins commerciaux et militaires romains, de grandes routes de communication sont construites pour permettre un contact rapide et sûr entre les différentes régions éloignées de l’Empire romain. L'un de ces itinéraires, rassemblés dans l'itinéraire d'Antonin (un ensemble de routes de l'empire romain qui semble dater de la fin du troisième siècle de notre ère), unit Malaca (Malaga) et Gades (Cadix) en traversant l'actuel district municipal de Mijas. Cette route, non seulement reliait ces deux villes romaines, mais aussi reliait d’autres villes plus petites et définissait le territoire sur lequel elle circulait.
Dans le cas particulier de Mijas, les vestiges archéologiques découverts confirment l'existence de la ville romaine de Suel (es), possible successeur de la ville qui s'est formée après l'arrivée des Phéniciens. Cependant, les grandes constructions de cette ville (temples, forum, théâtre, etc.) n'ont pas encore été retrouvées et devaient, selon certains auteurs, être situées entre le débouché de la rivière Fuengirola et le Cortijo de la Alberquilla, sur la rive droite de la rivière, où se trouvent les sites archéologiques de Cortijo de Acebedo et le village romain d'El Chaparral. En ce sens, dans la seconde moitié du XVIIIe siècle, le savant mijéen Francisco de la Torre Argüelles a déclaré : « Suel, un village proche de nos Mijas et dont on peut dire qu'il s’agit actuellement de ce descendant et de cet indigène et dans lequel ils tombent. vos timbres et antiquités ».
Certains auteurs ont indiqué que Mijas avait été nommé à l'époque romaine sous le nom de Tamisa, en se basant sur son apparition dans les textes de Ptolémée, quelque chose de totalement faux. De plus, l'archéologie, l'épigraphie et l'historiographie contredisent cette hypothèse.
Sur les côtés des voies romaines se dressaient des villes rurales et commerçantes, dont témoignent plusieurs témoignages, par exemple le site romain de Haza del Algarrobo, le Chaparral no. 64 ou Villa de la Buti-Bamba, à côté de la Villa Finca Acebedo susmentionnée et d'autres sites situés récemment dans la zone rurale d'Entrerríos. Pendant ce temps, l'exploitation des marbres de la Sierra de Mijas était également d'une grande importance.
L'importante colonie romaine de Mijas est également attestée par les découvertes de poteries et de pièces de monnaie romaines (terra sigillata) dans différentes zones de la municipalité (Osunilla, La Cala, Mijas ou El Olivar) encadrées depuis Octave Auguste (Ier siècle av. J.-C.) jusqu'à la fin du IVe siècle.
Le monde romain est démembré des invasions des peuples d'Europe centrale qui mettraient fin à l'administration romaine et provoqueraient le déclin du commerce et donc des villes qui lui sont liées, provoquant également le déclin probable de la structure urbaine de Suel, dont la population a peut-être été abandonnée en raison des conditions dangereuses qui prévalaient sur les terres plates proches de la mer, qui se dirigeaient vers les niveaux les plus élevés et les plus défendables des actuels Mijas et Osunilla.

### Moyen Âge
Au début du VIIIe siècle (711 apr. J.-C.), une force militaire composée d'Arabes et de Berbères dépendants du califat omeyyade de Damas s’est installée à Algésiras et a occupé la quasi-totalité du territoire péninsulaire. De cette façon, les terres des Mijas actuels passent dans l'orbite de l'influence islamique.
Sur cette période, qui couvre plus de 700 ans, il y a peu de nouvelles fiables sur Mijas. Nous savons qu'entre le VIIIe et le IXe siècle (pendant les émirats de Mahomet I, Al Mundir et 'Abd Allah), des révoltes éclatent dans les zones rurales parce que la population de ces zones n'accepte pas le contrôle de l'État.
Le plus important était la fitna (guerre civile) de la fin de l'émirat, mettant en vedette Umar Ibn Hafsun et ses fils, qui, autour de Bobastro, agglutineraient les troubles sociaux existants. Awta, Comares et Mixas (Mijas), auxquelles s’ajoutent diverses populations jusqu’à ce qu’elles contrôlent une bonne partie de la province actuelle de Málaga et d’autres régions avoisinantes, feront partie des premières localités à y adhérer. Plus tard, les mémoires d'Abd Allah citeront Mijas comme l'une des forteresses données par lui à Tamim b. Buluqqin. De cette référence, vous perdez votre indice historique.
Au cours de la période hispano-musulmane, la région de Mijas devait connaître une croissance économique et démographique importante. En ce sens, on aurait qu'en 1487, lors de la conquête de ces terres par les Rois Catholiques, il y aurait (selon des sources chrétiennes) trois centres de population différents: Mixas (Mijas), Osuna (Osunilla) et Oznar (pour quelques historiens (Hornillo), en plus de la forteresse de Sohayl connue par les chrétiens comme Fuengirola.
D'autre part, l'augmentation de la population serait également suggérée par les nombreuses fermes dispersées sur tout le territoire, attestées à l'heure actuelle par les nombreux vestiges de céramiques hispano-musulmanes trouvées dans toute la municipalité.
L'agriculture était la base de l'économie, bénéficiant également de la prétendue révolution verte, introduite à al-Andalus à l'époque d'Abd al-Rahman II (822-852), et qui finira par se consolider au Xe siècle, étant le principal produit a produit les figues, comme l'atteste le voyageur andalou al-Idrisi, qui mentionne dans ses textes qu'elles ont été exportées en Inde, production qui est restée préférentielle jusqu'au milieu du XVIIIe siècle.
À la fin du mois de mai 1485, les rois catholiques (Isabel I de Castille et Fernando V d’Aragon) prennent la ville de Ronda. La capitulation des populations environnantes se produit immédiatement. Le succès obtenu a conduit à la poursuite immédiate des incursions sur la côte, où tombe Marbella; continue avec la capture du château de Fuengirola et le rasage de Benalmádena, mais ne peut pas prendre Mijas et Osunilla qui résistent aux troupes chrétiennes.
Deux ans plus tard, en 1487, commença la conquête de Malaga, qui tomba le 18 août de cette année. Une fois la nouvelle connue à Mijas, une délégation de plusieurs voisins s’est rendue à Malaga pour négocier la reddition de la population au roi Ferdinand, en supposant que les conditions de la reddition seraient celles offertes aux villes qui se rendraient sans résistance, liberté. . Cependant, la résistance soulevée par Mijas lors de la campagne de 1485 fit de ses voisins des esclaves avec ceux de Malaga.

### Temps Modernes
En 1492, la distribution des propriétés fut effectuée aux 50 nouveaux colons chrétiens qui s'étaient installés à Mijas après la conquête, notant encore la présence de plusieurs voisins hispano-musulmans. Cependant, après quelques années, beaucoup ont abandonné les terres concédées en raison de plusieurs facteurs, tels que les incursions de navires pirates qui ont attaqué les côtes de Malaga depuis des ports situés en Afrique du Nord, etc. zone côtière sera inhabitée et ne pourrait pas être effectuée repeuplement de la zone du château de Fuengirola, qui appartenait à présent à Mijas, constituant le territoire municipal qui le resta jusqu'en 1841, quand une bande côtière ségrégée se formant l'actuelle municipalité de Fuengirola.
En réponse à cette insécurité, des tours de guet ont été érigées le long de la côte pour contrôler et prévenir les incursions des pirates nord-africains. Du XVIe au XVIIIe siècle, les tours de Calahonda, de la Nueva de la Cala del Moral, de la Torre Batería de la Cala del Moral (siège actuel du Centre d'interprétation des tours de Vigía du musée d'histoire et d'ethnologie de Mijas) ont été construites à Mijas. Calaburra, toutes déclarées à l’heure actuelle Biens d’intérêt culturel appartenant à la catégorie des monuments.
Pendant le règne de Carlos Ier d'Espagne a lieu la guerre des Communautés, née de l'insatisfaction des nobles castillans devant les inconsidérations dont ils étaient censés être l'objet de la part de l'empereur. Mijas n'a pas participé au concours et est resté fidèle à l'empereur et à sa mère, la reine Dª Juana la Loca. En raison de cette attitude, le souverain signa en 1512 un certificat royal déclarant la villa de Mijas exempte d'alcabalas, avec d'autres privilèges confirmés par les monarques de la maison d'Autriche et par le premier roi bourbon, Felipe V.
L'un des premiers bâtiments construits par les nouveaux habitants fut l'église de l'Immaculée Conception, achevée en 1631. L'une des caractéristiques de ce bâtiment est sa tour carrée d'origine militaire qui servit de refuge aux villageois. moments de danger et qui a été construit avant le temple et attaché à elle pour servir de clocher.
Parmi les 50 voisins (environ 200 à 250 personnes) des Repartimientos, la population de Mijas a connu une croissance inégale avec deux étapes différentes: l'une jusqu'au milieu du XVe siècle, où il n'y a pratiquement pas de changement et il y a même des mêmes, et un autre à partir de cette date où commence une croissance progressive. Ainsi, en 1591, il y avait environ 350 habitants, environ 1 800 en 1712 et environ 3 600 au milieu du XVIIIe siècle, ce qui passa à plus de 4 200 trente ans plus tard.
Au cours des XVIIe et XVIIIe siècles, l’une des principales activités économiques de Mijas sera l’exploitation des marbres et la fausse agate de ses montagnes, qui serviront à la construction de divers monuments dans différentes parties de l’Espagne. Ainsi, nous avons des nouvelles de leur utilisation dans la cathédrale de Malaga, dans le palais de l'archevêque de Séville, dans les tribunes de la chapelle de San Leandro de la cathédrale de Séville, dans la sacristie de l'église de San Pedro de Granada ou sur l'autel de la chapelle de Santa Tecla à Burgos. A cela s’ajoute l’agriculture qui, à partir d’une monoculture basée sur la production de figues, introduira la culture de la vigne qui remplacera la monoculture comme la précédente au milieu du siècle prochain.
Ces activités économiques et l'augmentation de la population ont été reflétées dans les comptes municipaux, dont les revenus sont passés d'environ 3 000 reais au milieu du dix-huitième siècle à environ 70 000 à la fin de celui-ci.

### Époque Contemporaine
Déjà au XIXe siècle, pendant la guerre d'indépendance, Mijas était occupée par les troupes napoléoniennes au milieu de 1810, en particulier par le 4e régiment d'infanterie polonais, créant une garnison composée de 75 à 100 hommes. pour en ajouter d'autres qui se sont installés à Calahonda et dans la forteresse de Fuengirola et à partir de ce moment, le territoire de Mije a été le théâtre de nombreux affrontements entre les troupes espagnoles et l'occupation.
La plus importante a eu lieu en octobre de la même année. Une armée d'environ 2 000 hommes, composée de troupes anglaises et espagnoles sous le commandement du général britannique Blayney, a atterri sur les plages de Cala de Mijas dans le but d'attaquer le château de Fuengirola. les propres Mijas et d'expulser aux troupes impériales de Napoléon en direction de Malaga, mais cette action, malgré l'appui de six navires britanniques, s'achève avec la défaite des troupes anglo-espagnoles et la capture comme prisonnier de son propre seigneur Blayney, qui serait transféré à Mijas où il est resté prisonnier jusqu'à son transfert à Malaga. Cet événement a eu une grande importance dans l’évolution de la guerre d’indépendance et constitue l’un des événements les plus importants en matière d’armement survenu en Andalousie au cours de ce conflit.
En août 1812, les troupes françaises quittent définitivement Mijas et se retirent à Malaga, d'où elles quitteront la province vers le nord.
En 1841, la ségrégation d'une partie du territoire du district municipal que Mijas maintenait depuis 1487 eut lieu, donnant lieu à la création de Fuengirola en tant que district municipal indépendant.
Au XIXe siècle, l'activité économique de la municipalité reposait sur l'agriculture, l'élevage et l'industrie papetière. Les moulins et les batanes ont proliféré, principalement dans la partie orientale de la municipalité, profitant de la richesse des aquifères de ce secteur de la Sierra, qui a prospéré dans la région d'Osunilla et ses environs et dans la région d'El Barrio de Santa Ana. ces moulins, qui ont compté pour ces dates avec plusieurs siècles d’antiquité (dans les Distributions sont mentionnés deux moulins à huile des Maures et un moulin à pain construit par le premier gardien de Mijas, Lope de Aponte), ils conserveront leur activité jusque dans les années 1950.
À côté des moulins et des moulins, l’une des activités principales était la culture de la vigne, qui remplaçait les figuiers depuis le milieu du XVIIIe siècle, faisant proliférer de nombreux domaines viticoles et des auvents de raisins secs.
L'importance de cette culture se manifeste par le fait que 80 % des terres arables de Mijas y sont dédiées et s'accompagnent d'une augmentation significative de la population due à l'immigration de populations d'autres points de la province de Malaga, notamment de la zone orientale. , en raison du besoin de main-d'œuvre qualifiée pour cette activité agricole. Ainsi, sur les 5 155 habitants de 1867, il est passé à 6625 vingt ans plus tard (1887), soit environ 2 000 de moins que ce que Marbella avait à cette époque.
Cette activité économique a été tronquée par la crise provoquée par une épidémie de phylloxéra qui a touché la plupart des vignobles de Malaga à la fin du XIXe siècle, jusqu’à la fin de toutes les cultures, et a fortement affecté le dynamisme de l’économie viticole et viticole. déclin de la population et stagnation qui ne se rétablirait qu'après la guerre civile.
Jusqu'au milieu du XXe siècle, l'activité économique la plus florissante s'articule autour de la saturation des maisons et des moulins, ainsi que d'une agriculture presque autarcique basée sur l'autoconsommation de la population agraire (chaque maison rurale a son époque, son four, etc.). L'important développement territorial réalisé par l'architecture de l'eau mérite d'être souligné dans cet espace agraire. Duchesses, piscines, etc., prolifèrent partout; Ainsi, nous mentionnerons qu’en 1948, il y avait plus de 200 km de fossés d’irrigation dans la municipalité, 236 piscines, 168 époques, 13 puits, 65 puits, 17 moulins et 2 chaumières, auxquelles il faudrait ajouter plusieurs qui ont été aménagés de manière extra-officielle. votre activité[Quoi ?]
À la fin des années 1950, Mijas connut un changement radical, accentué entre 1960 et 1980, avec le développement des activités touristiques sur la Costa del Sol. De nombreux petits propriétaires ruraux commencèrent à vendre leurs terres pour se consacrer à l'essor secteur de la construction, qui suscite de nombreuses urbanisations qui feront de Mijas la principale destination du tourisme résidentiel sur la Costa del Sol et en Espagne.
La conjonction d'éléments historiques, culturels et artistiques en termes de structure urbaine, qui a conduit à la Villa de Mijas en 1969, a été déclarée Ensemble artistique historique par le décret 1231/69 du 6 juin, publié au B.O.E. non 150 du 24 juin 1969, distinction que j'ai maintenue[style à revoir]

## Démographie
Las Lagunas possède la plus grande concentration d'habitations, puisqu'elle possède 40 000 habitants recensés, La Cala 18 000 habitants et Mijas ville, quelque 6 600 habitants.
Population étrangère: Britanniques : 11 045 (46 % des étrangers) ; Allemands : 1 547 ; Marocains : 1 226, Danois 1 187 ; Pays Bas : 821 ; Argentins : 690 ; Suédois : 686 ; Finlandais: 595 ; Norvégiens : 550.[réf. nécessaire]cette population résidente permanente a la particularité de ne pas s'intégrer, ne pas apprendre la langue et imposer ses us à la population locale sous prétexte des devises dépensées sur place, et ce depuis plus de 30 ans.

## Politique et administration
La ville de Mijas comptait 89 502 habitants aux élections municipales du 28 mai 2023. Son conseil municipal (en espagnol : Pleno del Ayuntamiento) se compose donc de 25 élus.
Du rétablissement de la démocratie, en 1979, jusqu'en 2011, la ville a été un bastion du Parti socialiste, qui remportait systématiquement la majorité absolue. Sur les trois mandatures suivantes, elle a connu trois maires de trois partis différents.

### Maires
| Mandat      | Maire | Maire                                                            | Parti | Majorité |
| ----------- | ----- | ---------------------------------------------------------------- | ----- | -------- |
| 1979-1983   |       | Antonio Maldonado Pérez (es)                                     | PSOE  | 9 / 17   |
| 1983-1987   |       | Antonio Maldonado Pérez (es)                                     | PSOE  | 13 / 17  |
| 1987-1991   |       | Antonio Maldonado Pérez (es)                                     | PSOE  | 17 / 21  |
| 1991-1995   |       | Antonio Maldonado Pérez (es)                                     | PSOE  | 19 / 21  |
| 1995-1999   |       | Agustín Moreno Muñoz (es)                                        | PSOE  | 13 / 21  |
| 1999-2003   |       | Agustín Moreno Muñoz (es)                                        | PSOE  | 14 / 21  |
| 2003-2007   |       | Agustín Moreno Muñoz (es)                                        | PSOE  | 15 / 21  |
| 2007-2011   |       | Agustín Moreno Muñoz (es) Antonio Sánchez Pacheco (es) (07/2007) | PSOE  | 14 / 25  |
| 2011-2015   |       | Ángel Nozal Lajo (es)                                            | PP    | 15 / 25  |
| 2015-2019   |       | Juan Carlos Maldonado Estévez                                    | Cs    | 5 / 25   |
| 2019-2023   |       | José Antonio González Pérez                                      | PSOE  | 8 / 25   |
| depuis 2023 |       | José Antonio González Pérez                                      | PSOE  | 10 / 25  |

## Culture

### Patrimoine et monuments
- Le Phare de Calaburras
- Les arènes : construites en 1900 ; elles ont la particularité d'être de forme ovale.
- Les grottes de l'ancienne forge.
- L'église de San Sébastian, construite au XVIIe siècle.
- La chapelle du calvaire.
- Église paroissiale de l'Immaculée Conception, construite en 1541 sur les ruines de l'ancienne mosquée ; l'église conserve la tour Mudéjar modifiée et adaptée en clocher.
- Le musée du vin.
- Le musée des miniatures « carromato de Max ».
- Les Burros taxis.

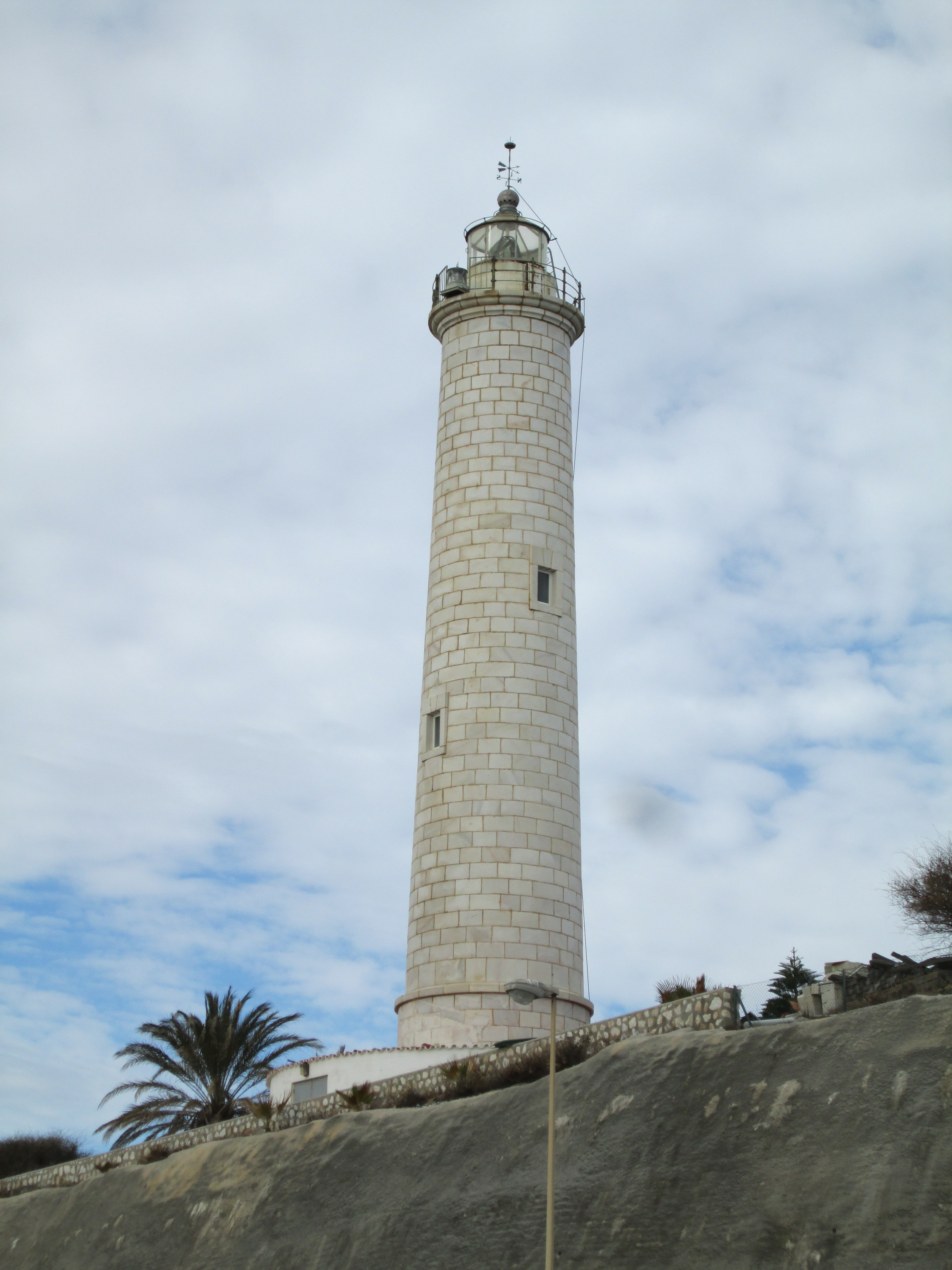
Le phare
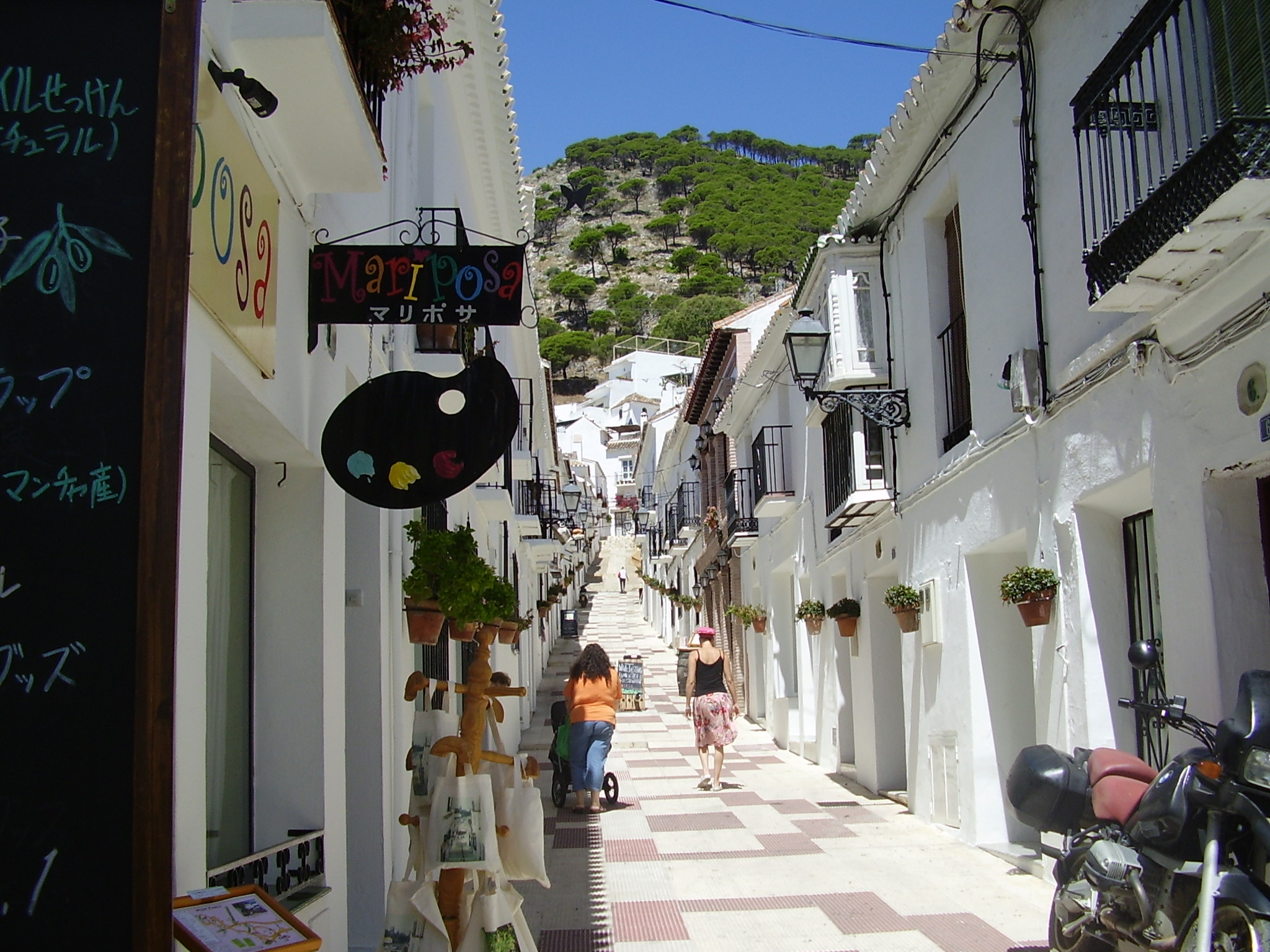
Une rue du "pueblo blanco"
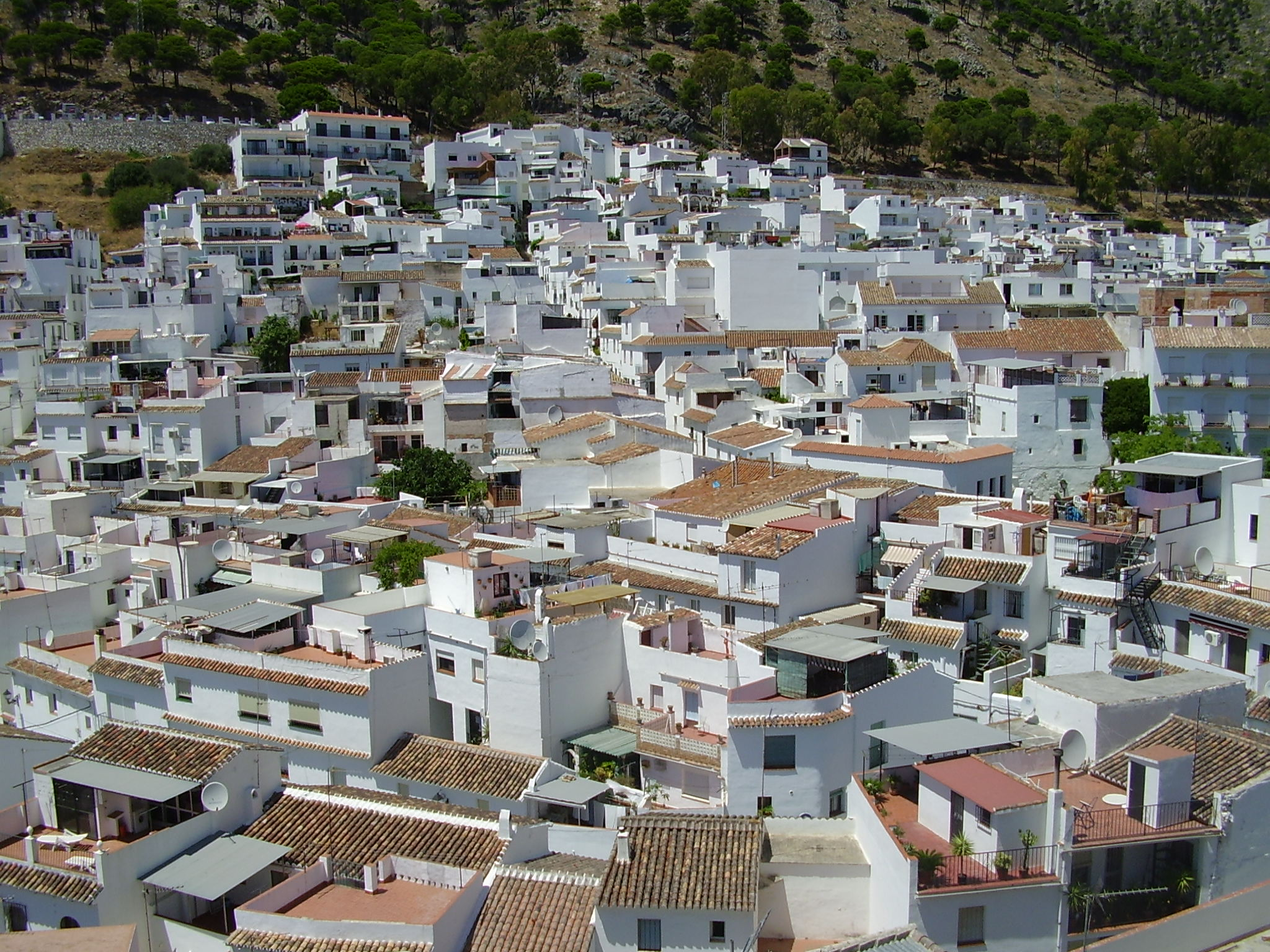
Vue des toits
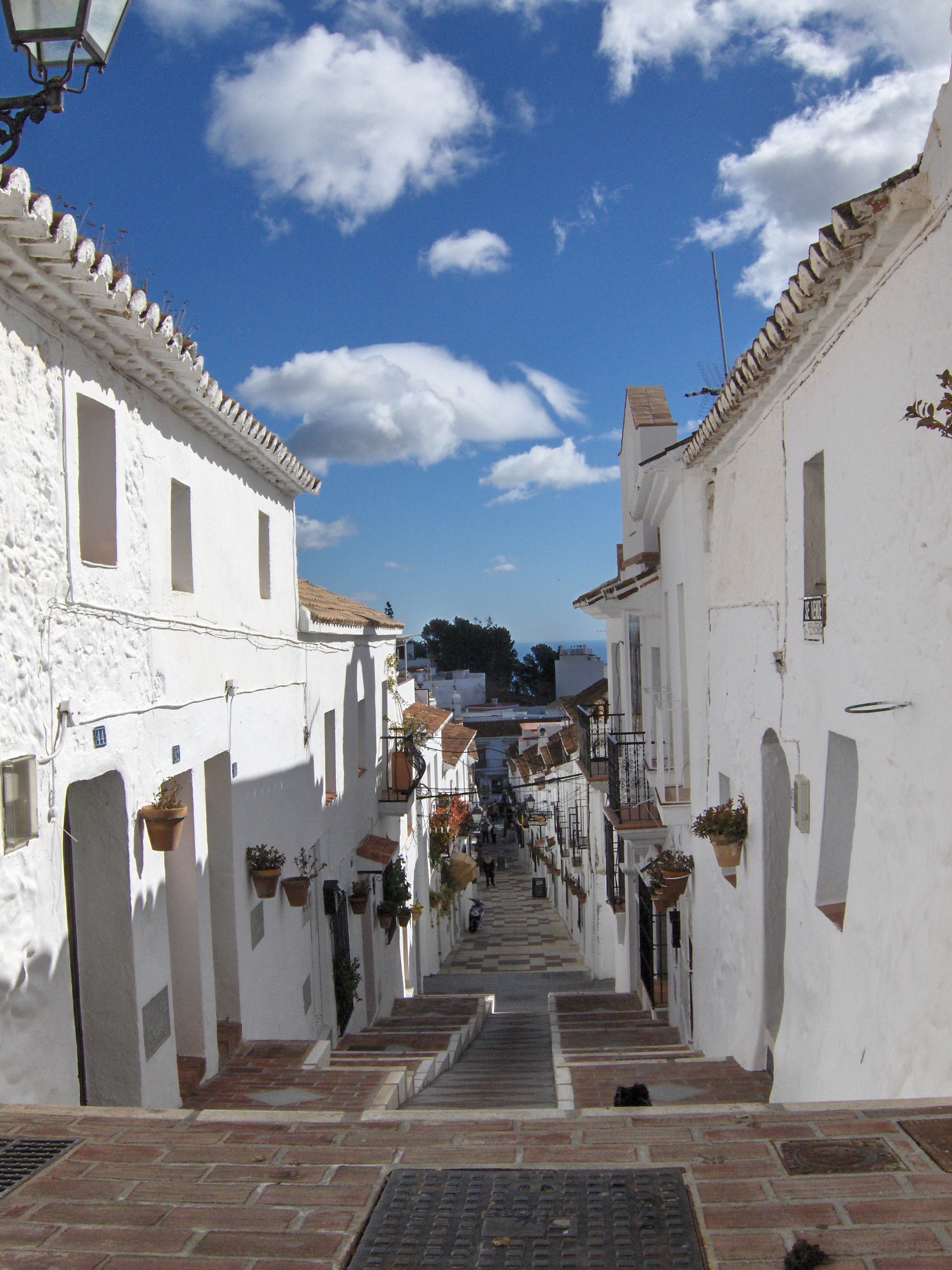
Calle San Sebastian
Plaza de Toros
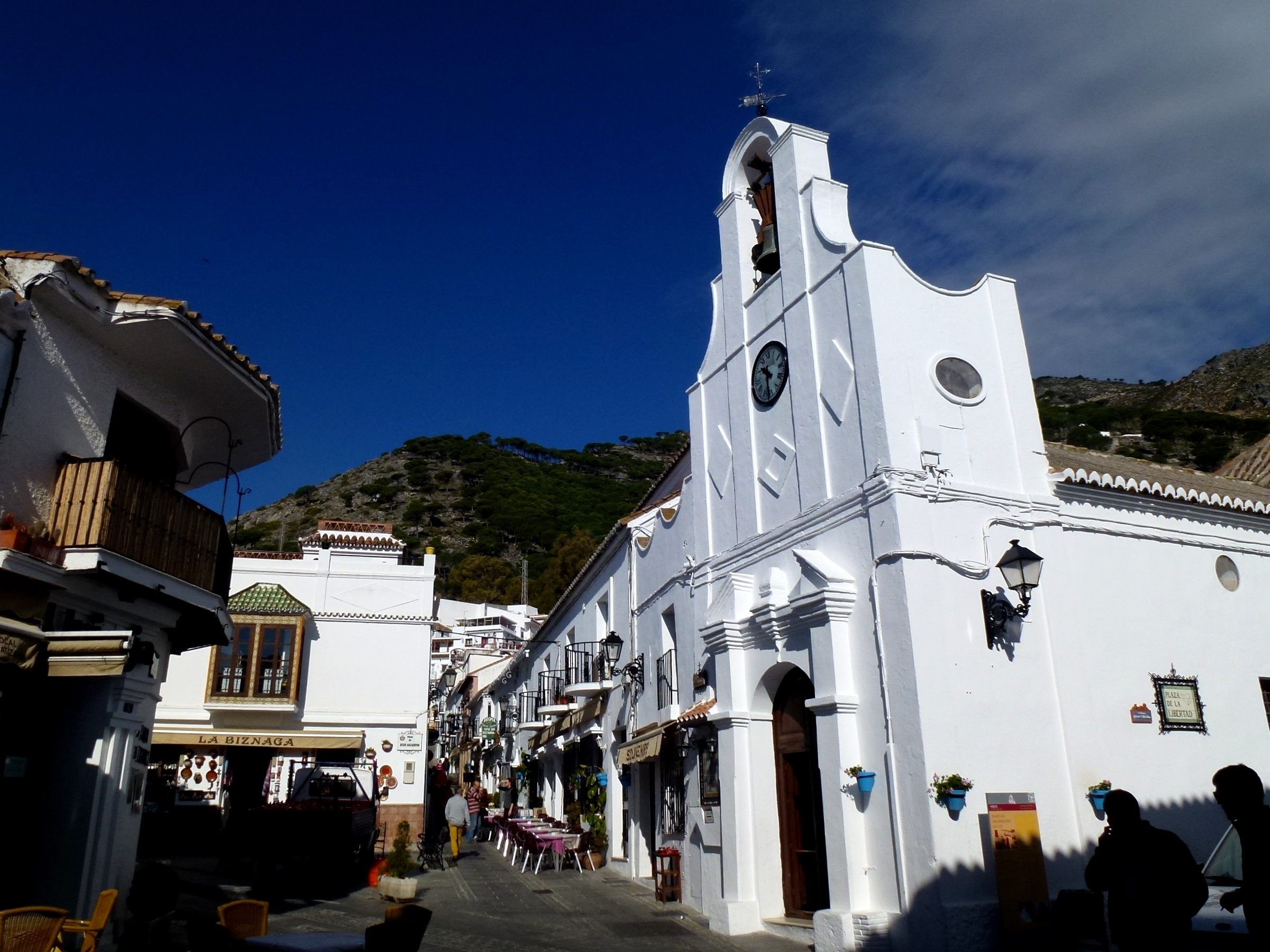
Eglise de San Sebastian

### Gastronomie
La gastronomie, est essentiellement basée sur les différents restaurants internationaux qui existent dans la ville.
La cuisine actuelle de Mijas est basée sur des plats riches, recherchés et variés à base de poissons, et comme toute l’Andalousie, une grande variété de soupes comme le gaspacho. On apprécie aussi les beignets et les oranges andalouses.

### Personnalités
- Javier Castillo (1987-), écrivain, est né dans la ville[3].